# Meighan Simmons
Pour les articles homonymes, voir Simmons.
Meighan Simmons, née le 25 janvier 1992 à Fayetteville (Caroline du Nord), est une joueuse américaine de basket-ball.

## Biographie
Formée aux Volunteers du Tennessee de 2010 à 2014 sous la direction de la légendaire entraîneuse Pat Summitt qui la surnomme « Speedy ». Elle inscrit 2 064 points en carrière et devient la cinquième joueuse de l'université à franchir cette barre après Chamique Holdsclaw, Bridgette Gordon, Candace Parker et Tamika Catchings. Elle dispute le NCAA Elite 8 en 2010-2011, 2011-2012 et 2012-2013 et est nommée dans le meilleur cinq de la SEC en 2012-2013 (co-MVP) et 2013-2014.
Elle est draftée en 26e choix lors de la draft WNBA 2014 par le Liberty de New York, mais elle n'est pas conservée et elle commence sa carrière en Roumanie pour le club d'Arad. Signée comme agent libre par le Storm de Seattle le 20 février 2015, elle fait ses débuts en saison régulière en 2016 avec le Dream d'Atlanta et réintègre la franchise de Géorgie la saison suivante, dans les deux cas pour un rôle de remplaçante.
En décembre 2020, elle est signée par le club français de Charnay, qui ne compte alors qu'une victoire en huit rencontres de LFB.

## Distinctions personnelles
- Meilleur cinq de la SEC 2012-2013 (co-MVP)[3].
- Meilleur cinq de la SEC  2013-2014[3].

## Statistiques à l'université du Tennessee
| Année     | Equipe    | GP  | Points | FG%  | 3P%  | FT%  | RPG | APG | SPG | BPG | PPG  |
| --------- | --------- | --- | ------ | ---- | ---- | ---- | --- | --- | --- | --- | ---- |
| 2010-2011 | Tennessee | 37  | 500    | 41.8 | 33.7 | 74.0 | 2.7 | 2.8 | 0.6 | 0.2 | 13.5 |
| 2011-2012 | Tennessee | 36  | 398    | 37.5 | 31.1 | 73.5 | 2.3 | 1.3 | 0.8 | 0.3 | 11.1 |
| 2012-2013 | Tennessee | 35  | 589    | 41.2 | 36.5 | 85.1 | 3.6 | 2.1 | 1.4 | 0.3 | 16.8 |
| 2013-2014 | Tennessee | 35  | 577    | 41.6 | 36.0 | 83.2 | 2.7 | 2.3 | 1.2 | 0.1 | 16.5 |
| Carrière  | Tennessee | 143 | 2064   | 40.7 | 34.5 | 79.4 | 2.8 | 2.1 | 1.0 | 0.2 | 14.4 |

## Vie privée
Son frère Ryan Simmons joue au football américain à l'université d'Oklahoma State, alors que ses cousins Aaron Curry and Eric Barton sont linebackers en NFL. 